# Rećina
Rećina je hrvatska rijeka u Dubrovačko-neretvanskoj županiji. Nalazi se u Neretvanskoj dolini. Izvor se nalazi u blizini sela Pižinovac i jezera Veliki Vir. Duga je 6,684 km. Ulijeva se u Malu Neretvu kod Trna.
Prolazi kroz sljedeća naselja: Pižinovac, Lovorje, Tuštevac, Lučina, Mihalj, Otok i Trn. Također protječe kroz Palinića jezero.